# 次仁平措 (1969年)
次仁平措（1969年8月—），男，藏族，中华人民共和国政治人物。曾任中共山南市委副书记、山南市人民政府市长。现任西藏自治区人民政府副主席、党组成员。